# Strmac Pribićki
Strmac Pribićki falu Horvátországban Zágráb megyében. Közigazgatásilag Krašićhoz tartozik.

## Fekvése
Zágrábtól 40 km-re délnyugatra, községközpontjától 3 km-re északra, a Kupčina partján fekszik.

## Története
E. Laszowsky a Podgorjei ispánságról szóló művében az 1249-ben "terra Grabrounicz" néven említett birtokot tartja a későbbi Strmac falunak.
A települést még birtokként 1441-ben említik először. A Zrínyiek itteni egykori birtokán álló vadászkastélyt 1678-ban I. Lipót király a görögkatolikus püspökségnek adta, hogy ott növendékeik számára szemináriumot létesítsenek. Itt épült fel 1751-ben a püspöki palota, majd 1911-ben elkészült a püspöki székesegyház.
A falunak 1857-ben 53, 1910-ben 125 lakosa volt. Trianon előtt Zágráb vármegye Jaskai járásához tartozott. 2011-ben 116 lakosa volt.

## Lakosság
| Lakosság változása | Lakosság változása | Lakosság változása | Lakosság változása | Lakosság változása | Lakosság változása | Lakosság változása | Lakosság változása | Lakosság változása | Lakosság változása | Lakosság változása | Lakosság változása | Lakosság változása | Lakosság változása | Lakosság változása | Lakosság változása |
| ------------------ | ------------------ | ------------------ | ------------------ | ------------------ | ------------------ | ------------------ | ------------------ | ------------------ | ------------------ | ------------------ | ------------------ | ------------------ | ------------------ | ------------------ | ------------------ |
| 1857               | 1869               | 1880               | 1890               | 1900               | 1910               | 1921               | 1931               | 1948               | 1953               | 1961               | 1971               | 1981               | 1991               | 2001               | 2011               |
| 53                 | 80                 | 102                | 114                | 109                | 125                | 116                | 150                | 153                | 195                | 184                | 172                | 156                | 125                | 132                | 116                |

## Nevezetességei
Szűz Mária tiszteletére szentelt neobizánci stílusú görögkatolikus bazilikája 1911-ben épült Stjepan Podhorski tervei szerint. A Kupčina partján egy mesterséges szigeten áll. Az épületkomplexum legrégebbi része a 16. és 17. század fordulóján épült udvarház, amelyet a 18. században újítottak fel. A 20. század elején a kápolna építése során S. Podhorski építész tervei alapján meghosszabbították. Az 1751-ben épített görögkatolikus püspöki rezidencia egyemeletes, aszimmetrikus, téglalap alaprajzú épület, kétemeletes toronnyal és rendkívül meredek tetővel. A Szűz Mária-bazilika 1911-re részben, 1942-re pedig és teljes egészében elkészült. Centrális épület, központjában egy kupolával fedett négyzet alakú térrel, melyhez félköríves kápolnák, a szentély és a harangtorony csatlakoznak.